# Michael May (Politikwissenschaftler)
Michael May (* 8. Juni 1973 in Querfurt) ist ein deutscher Politikdidaktiker und Hochschullehrer.

## Leben
Nach Abitur und Wehrdienst studierte May 1993 bis 2000 Sozialkunde und Geschichte für das Lehramt an Gymnasien an der Martin-Luther-Universität Halle-Wittenberg und an der University of Aberdeen (Abschluss mit dem Ersten Staatsexamen). Von 2000 bis 2002 war er Referendar am Staatlichen Studienseminar Halle an der Saale (Schule: Johann-Gottfried-Herder-Gymnasium (Halle), Abschluss mit dem Zweiten Staatsexamen). Seit dem Eintritt in den Schuldienst 2002, der ihn vom Geiseltalgymnasium Mücheln an das Gymnasium Neue Oberschule in Braunschweig (hier Studienrat) führte, beschäftigte sich May verstärkt wissenschaftlich mit Fragen der politischen Bildung und der Politikdidaktik. Von 2002 bis 2005 war er Promovend am Zentrum für Schul- und Bildungsforschung (ZSB) Halle und promovierte 2006 bei Sibylle Reinhardt zum Dr. phil. mit einer Arbeit zu „Demokratiefähigkeit und Bürgerkompetenzen. Kompetenztheoretische und normative Grundlagen der politischen Bildung“. Von 2005 bis 2007 arbeitete er neben seiner Unterrichtstätigkeit am außerschulischen Projekt „Kulturelle Lernorte“ des Landesinstituts für Schulqualität und Lehrerbildung Sachsen-Anhalt (LISA) zum Thema „Geschichtsfälschern auf der Spur – Die SS in Quedlinburg“ mit. Nach dem Wechsel an das Gymnasium Neue Oberschule in Braunschweig war er von 2009 bis 2012 als Fachleiter für Referendare am Studienseminar Braunschweig im Fach Politik-Wirtschaft tätig.
Seine neben der Schullaufbahn absolvierte wissenschaftliche Tätigkeit sowie seine Lehraufträge an den Universitäten Halle, Göttingen und Jena führten ihn 2012 an die Friedrich-Schiller-Universität Jena, wo er seitdem als Universitätsprofessor für Didaktik der Politik (Nachfolge Carl Deichmann) wirkt. Nach der deutschen Wiedervereinigung war May damit der erste Ostdeutsche mit einer Universitätsprofessur für Politikdidaktik.

## Wirken
Die Forschungsschwerpunkte von Michael May sind normative Grundlagen der Didaktik politischer Bildung (hier insbesondere Konzeptionen politischer Bildung und Fragen politischer Urteilsbildung), Rechtsextremismus und Demokratiebildung, empirische Fachunterrichtsforschung und Professionalisierung von Sozialkundelehrkräfte. Seine theoretischen, praxisorientierten und empirischen Arbeiten thematisieren dabei aber häufig die Spannungsverhältnisse und Handlungsdilemmata von Sozialkundelehrkräften im Sinne des strukturtheoretischen Ansatzes.
An der Universität Jena war May Direktor des Instituts für Politikwissenschaft (2013–2016). Seit 2018 ist er Geschäftsführender Direktor des Zentrums für Lehrerbildung und Bildungsforschung.
Als Experte war Michael May Mitglied der Enquete-Kommission 6/1 des Thüringer Landtags zu Rassismus und Diskriminierung.
Michael May unterrichtet ehrenamtlich Sozialkunde an einer Thüringer Gemeinschaftsschule.

## Schriften (Auswahl)
- Zielbegriff Freiheit. Negative, positive und deliberative Freiheit in der Politikdidaktik. Schwalbach/Ts. 2005, ISBN 3-89974-176-5.
- Demokratiefähigkeit und Bürgerkompetenzen. Kompetenztheoretische und normative Grundlagen der politischen Bildung. Wiesbaden 2007, ISBN 3-531-15271-8.
- Demokratie-Lernen oder Politik-Lernen? Schwalbach am Taunus 2008, ISBN 978-3-89974-397-5.
- Hrsg. mit Jessica Schattschneider: Klassiker der Politikdidaktik neu gelesen. Originale und Kommentare. Schwalbach am Taunus 2011, ISBN 3-89974-632-5.
- Hrsg. mit Carl Deichmann: Politikunterricht verstehen und gestalten. Wiesbaden 2016.
- Hrsg. mit Iris Winkler und Alexander Gröschner: Lehrerbildung in einer Welt der Vielfalt. Befunde und Perspektiven eines Entwicklungsprojekts. Bad Heilbrunn 2018.
- Hrsg. mit Carl Deichmann: Orientierungen politischer Bildung im postfaktischen Zeitalter. Wiesbaden 2019.
- Hrsg. mit Mirka Dickel, Anke John, Katharina Muth, Laurenz Volkmann und Mario Ziegler: Urteilspraxis und Wertmaßstäbe im Unterricht. Ethik, Englisch, Geographie, Geschichte, politische Bildung, Religion. Frankfurt/M 2020.
- mit Gudrun Heinrich: Rechtsextremismus pädagogisch begegnen. Handlungswissen für die Schule. Stuttgart 2020.